# Demetri de Bitínia
|  | Per a altres significats, vegeu «Demetri d'Apamea». |

Demetri de Bitínia, en llatí Demetrius, en grec antic Δημητριος, fou un poeta epigramàtic grec autor de dos epigrames inclosos a l'Antologia grega. Els dos parlen de l'escultura d'una vaca que va realitzar l'escultor Miró.
Un Demetri de Bitínia fill de Dífil, és esmentat per Diògenes Laerci, com a filòsof però no se sap si és el mateix personatge. Diògenes Laerci menciona a més un poeta èpic anomenat Demetri, del que en conserva tres versos, i també un Demetri de Tars, un poeta satíric.